# SSC Napoli
Società Sportiva Calcio Napoli, oftast bara kallad Napoli, är en fotbollsklubb från Neapel, Italien, som spelar i Serie A. Hemmamatcherna spelas på Diego Armando Maradona-stadion.
Klubben hade en storhetsperiod i slutet av 1980-talet då Diego Maradona var primus motor i det lag som bland annat vann Serie A två gånger och Uefacupen en gång.
Klubben gick i konkurs 2004. Samma år bildades efterträdaren Napoli Soccer. Klubben bytte därefter tillbaka till sitt gamla namn och spelar sedan säsongen 2007/2008 återigen i Serie A.

## Historia
Föregångaren till SSC Napoli grundades 1904 som Naples Foot-Ball & Cricket Club av engelska hamnarbetare. Klubbfärgen ljusblått symboliserade havet och himlen. 1922 gick föreningen samman med Internazionale Agnano under namnet Internapoli.
1926 skapades den nutida föreningen under namnet Associazione Calcio Napoli. Samma år deltog man för första gången i det italienska mästerskapet. En tidig fotbollsidol i Napoli var Attila Sallustro.
1959 började man spela på San Paolo-stadion och fem år senare antog man namnet Società Sportiva Calcio Napoli.
Klubbens största framgångar fram till 1980-talet var två segrar i Coppa Italia, 1961/62 och 1975/76.

### Storhetstiden

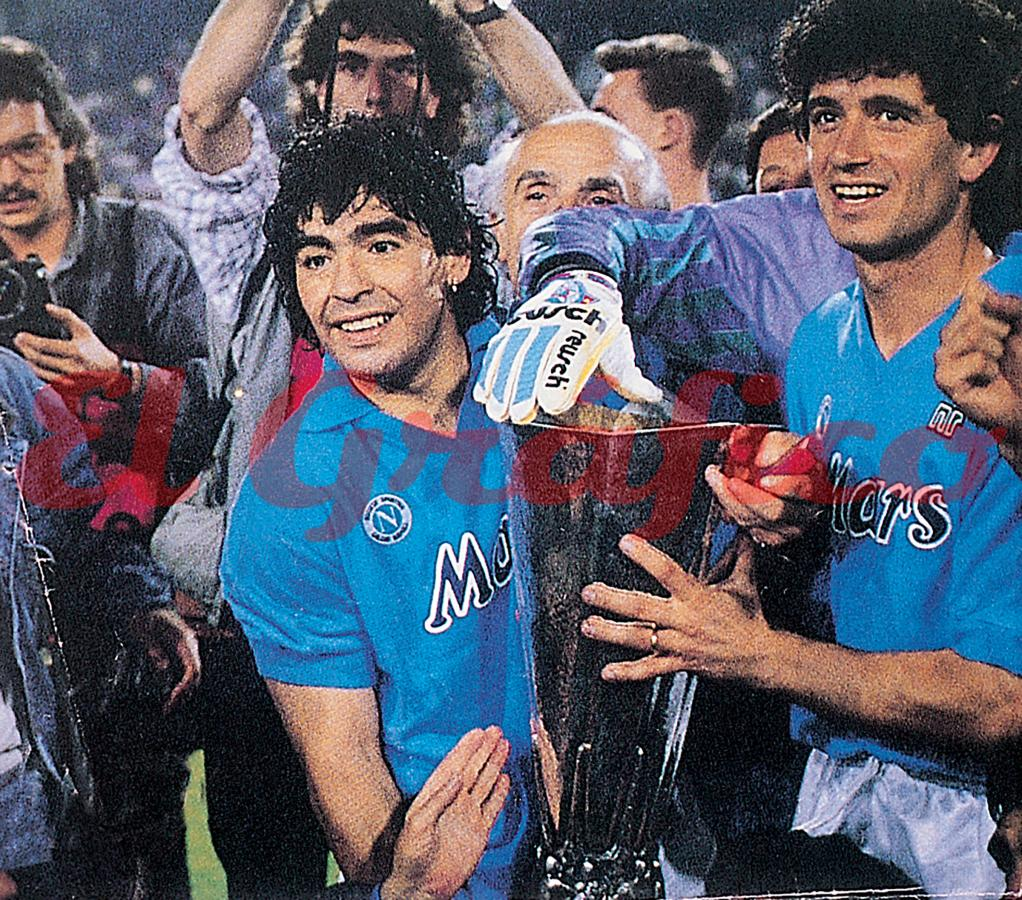
Diego Maradona (till vänster) firar vinsten i Uefacupen 1988/89.

1984 kom Diego Maradona till klubben från Barcelona för tidens då högsta transfersumma. Nu gick klubben upp i Serie A:s toppskikt. 1986/87 vann klubben för första gången Serie A och samma säsong vann man dessutom cupen. 1988/89 vann Napoli Uefacupen. 1989/90 vann man återigen italienska ligan.

### De tuffa åren
Efter storhetstiden med Maradona på 1980-talet gick Napoli mot dystrare tider. Laget hölls i schack i början av 1990-talet, men den stora tiden var över och ett generationsskifte var på gång. Men med dåliga ekonomiska resultat var det svårt att mäta sig med de största. Napoli var i slutet av 1990-talet en skugga av sitt forna jag och åkte ur Serie A. Men laget kom tillbaka och blev uppflyttade till högsta serien igen efter bara en säsong i Serie B. Efter en tuff bottenstrid under säsongen som följde blev Napoli dock återigen ett av de förlorande lagen. Laget var en poäng från att få stanna, men man fick lämna igen. 2001 var laget nära att nå uppflyttning men missade precis.
Laget sjönk längre och längre ned i Serie B och de annars så fotbollsfanatiska napolitanarna tröttnade på att ständigt se sitt lag förlora och slutade därför att gå på matcherna. Detta gjorde att klubbens ekonomi försämrades avsevärt och den 4 augusti 2004 gick SSC Napoli i konkurs efter att deras skulder på drygt 70 miljoner euro ansågs för höga. Laget bytte därefter namn till Napoli Soccer och det var början till vändningen.

### Napoli Soccer
Förlusten i rätten blev tuff och klubben blev tvångsdegraderad till Serie C1 2004/05. Hela staden Neapel var förtvivlad och många ansåg att klubben blivit orättvist behandlad eftersom andra lag från norra Italien i en liknande situation inte hade blivit tilldömda ett straff.
Men den stora vändningen skulle komma när filmproducenten Aurelio De Laurentiis köpte klubben för 33 miljoner euro kort därefter. Han satte tidigt upp målet: att spela i en Europatävling inom en femårsperiod. De Laurentiis förstod att klubben behövde nyförvärv inte bara på spelarsidan utan även i styrelsen. Därför värvades sportchefen Pierpaulo Marino från Udinese till Napoli. Marino hade öga för talanger ansåg De Laurentiis och detta kom att bli en väldigt bra värvning. Eduardo "Edy" Reja anställdes som tränare. Den första säsongen i Serie C1 gick som förväntat väldigt bra, men oturligt nog föll laget i kvalet till Serie B mot Avellino med sammanlagt 1–2. Detta sågs som ett misslyckande men säsongen därpå vann man och gick upp till Serie B. Detta till stor hjälp av den otroliga publiken i den avgörande matchen på San Paolo-stadion mot Perugia som laget vann med 2–1. Napoli hann under sin korta sejour i Serie C1 att slå publikrekordet i Serie C1 med hästlängder när de i en match hade enastående 51 000 på plats och dessutom hade Italiens fjärde största publiksiffra per match, trots att de låg i Serie C1.

### Tillbaka i rampljuset
Den 23 maj 2006 köpte De Laurentiis tillbaka namnet SSC Napoli samt alla framgångar genom åren. Inför säsongen i Serie B storsatsades det och truppen förstärktes med namn som Paolo Cannavaro, Samuele Dalla Bona, Roberto De Zerbi och Christian Bucchi. Spelare som alla var starka karaktärer på planen – De Zerbi hade säsongen innan hjälpt Catania att bli uppflyttade till Serie A och Bucchi hade säsongen tidigare blivit Serie B:s skyttekung för Modena. Napoli blev tillsammans med Juventus och Genoa snabbt utsedd till favorit att bli uppflyttad, vilket de också blev efter en säsong där alla dessa tre lag flyttades upp tack vare "15-poängs-regeln" (som säger att om det skiljer 15 poäng mellan trean och fyran så uteblir kval). Napoli slutade på andra plats efter Juventus och var det enda laget i serien som var obesegrad på hemmaplan.
I sista omgången möttes dessutom Genoa och Napoli i Genua, där ett oavgjort resultat skulle ge båda lagen Serie A-spel medan en vinst skulle innebära att förloraren skulle få kvala till Serie A. Resultatet blev inte alltför oväntat oavgjort och planen stormades i slutminuterna i glädje från båda sidor trots att matchen inte var avslutad.
Napoli var nu i Serie A för att stanna och att upprepa jojo-leken på 1990-talet var inte ett alternativ. Klubben förstärkte laget med ett antal spelare, både rutinerade som Manuele Blasi och Marcelo Zalayeta och riktigt stora talanger som Ezequiel Lavezzi, Marek Hamšík och Walter Gargano. Laget spelade över allas förväntningar och alla var väldigt imponerade över sportchef Marinos stora fynd i Lavezzi, Hamšík och Gargano. Laget förstärktes ytterligare vid "januari-fönstret" då Daniele Mannini, Fabiano Santacroce och Nicolás Navarro hämtades in. Både Mannini och Santacroce kom snabbt att bli en del av startelvan. Men överlag var detta säsongen då Lavezzi, Gargano och Hamšík fick sina genombrott i Serie A och som fick storklubbarna i Europa att få upp intresset för dessa talanger. Napoli tackade dock nej till buden. Klubben slutade på åttonde plats, en oväntat bra säsong där laget spelade riktigt bra mot seriens giganter. De Laurentiis mål med Europaspel inom en femårsperiod uppfylldes efter endast fyra år när det stod klart att Intertotocupen blev aktuell för Napoli. Den var man en av elva klubbar som vann under sommaren 2008 och man fick därför en plats i Uefacupen 2008/09.

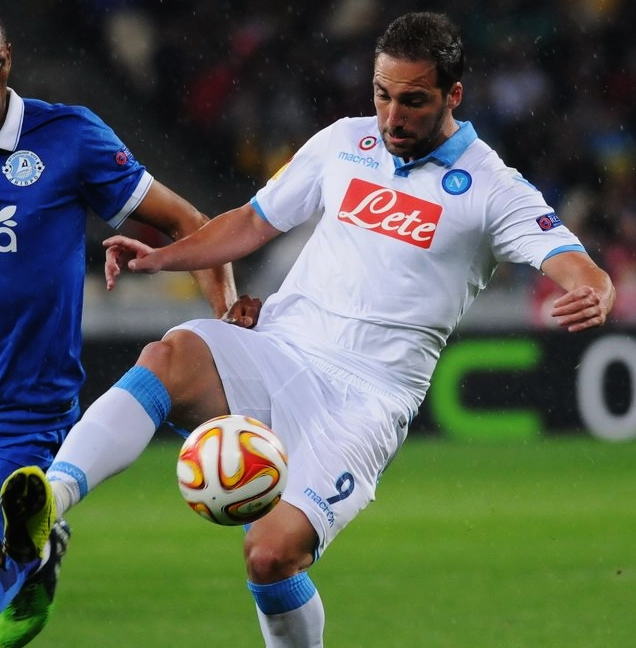
Gonzalo Higuaín spelade för Napoli 2013–2016 och vann skytteligan i Serie A 2015/16 med 36 mål.

Efter en tolfte plats i Serie A 2008/09 radade Napoli upp fina placeringar i ligan, bland annat kom man trea 2010/11. Säsongen efter vann klubben Coppa Italia för första gången sedan Maradonas dagar och ytterligare en säsong senare kom Napoli tvåa i Serie A. 2013/14 vann klubben Coppa Italia igen samtidigt som man blev trea i Serie A. Efter att ha kommit femma 2014/15 radade Napoli upp ligaplaceringarna tvåa, trea, tvåa och tvåa. 2019/20 vann Napoli Coppa Italia för sjätte gången.
Sedan 2010/11 har Napoli spelat i Europa varje säsong. I Uefa Champions League har klubben som bäst nått kvartsfinal säsongen 2022/23. I Uefa Europa League har man som bäst nått semifinal 2014/15.
Säsongen 2022/23 blev Napoli - efter 33 års väntan - mästare i Serie A för tredje gången. Klubben ledde med stor marginal ligan under säsongen och säkrade titeln med fem omgångar kvar av serien. Samma säsong nådde klubben för första gången kvartsfinal i Champions League.

## Spelare
För lista som innehåller både nuvarande och före detta fotbollsspelare i SSC Napoli, se Kategori:Spelare i SSC Napoli

### Spelartrupp
| 1  | Italien | Alex Meret      | 22 mars 1997      | Udinese (-18)        |
| 12 | Italien | Davide Marfella | 15 september 1999 | Bari (-21)           |
| 16 | Polen   | Hubert Idasiak  | 3 februari 2002   | Pogoń Szczecin (-18) |
| -  | Italien | Nikita Contini  | 21 maj 1996       | SSC Napoli           |

| 2  | Sydkorea  | Kim Min-Jae         | 15 november 1996 | Fenerbahce (-22)             |
| 5  | Brasilien | Juan Jesus          | 10 juni 1991     | Roma (-21)                   |
| 6  | Portugal  | Mário Rui           | 27 maj 1991      | Roma (-17)                   |
| 13 | Kosovo    | Amir Rrahmani       | 24 februari 1994 | Hellas Verona (-20)          |
| 17 | Uruguay   | Mathías Olivera     | 31 oktober 1997  | Getafe (-22)                 |
| 22 | Italien   | Giovanni Di Lorenzo | 4 augusti 1993   | Empoli (-19)                 |
| 55 | Norge     | Leo Östigård        | 28 november 1999 | Brighton & Hove Albion (-22) |
| 59 | Italien   | Alessandro Zanoli   | 3 oktober 2000   | Carpi (-18)                  |
| -  | Italien   | Davide Costanzo     | 4 juli 2002      | SSC Napoli                   |
| -  | Italien   | Filippo Costa       | 21 maj 1995      | SPAL (-19)                   |
| -  | Algeriet  | Karim Zedadka       | 9 juni 2000      | Nice (-18)                   |

| 4  | Tyskland       | Diego Demme          | 21 november 1991  | RB Leipzig (-20) |
| 7  | Nordmakedonien | Elif Elmas           | 24 september 1999 | Fenerbahçe (-19) |
| 8  | Spanien        | Fabián Ruiz          | 3 april 1996      | Real Betis (-18) |
| 20 | Polen          | Piotr Zielinski      | 20 maj 1994       | Udinese (-16)    |
| 68 | Slovakien      | Stanislav Lobotka    | 25 november 1994  | Celta Vigo (-20) |
| 70 | Italien        | Gianluca Gaetano     | 5 maj 2000        | SSC Napoli       |
| 99 | Kamerun        | André Zambo Anguissa | 16 november 1995  | Fulham (-21)     |
| -  | Italien        | Luca Palmiero        | 1 maj 1996        | SSC Napoli       |

| 9  | Nigeria  | Victor Osimhen        | 19 december 1998 | Lille (-20)         |
| 11 | Mexiko   | Hirving Lozano        | 30 juli 1995     | PSV (-19)           |
| 21 | Italien  | Matteo Politano       | 3 augusti 1993   | Inter (-20)         |
| 33 | Algeriet | Adam Ounas            | 11 november 1996 | Bordeaux (-17)      |
| 37 | Italien  | Andrea Petagna        | 30 juni 1995     | SPAL (-20)          |
| 77 | Georgien | Chvitja Kvaratschelia | 12 februari 2001 | Dinamo Batumi (-22) |
| -  | Italien  | Alessio Zerbin        | 3 mars 1999      | Gozzano (-17)       |

#### Utlånade spelare
| Nr | Land    | Pos | Namn                                                  |
| -- | ------- | --- | ----------------------------------------------------- |
|    | Italien | A   | Antonio Cioffi (i Pontedera till 30 juni 2023)        |
|    | Italien | MF  | Antonio Vergara (i Pro Vercelli till 30 juni 2023)    |
|    | Italien | F   | Francesco Mezzoni (i Ancona till 30 juni 2022)        |
|    | Italien | A   | Giuseppe D'Agostino (i Juve Stabia till 30 juni 2023) |
|    | Italien | A   | Leonardo Candellone (i Pordenone till 30 juni 2023)   |

| Nr | Land    | Pos | Namn                                            |
| -- | ------- | --- | ----------------------------------------------- |
|    | Italien | A   | Lorenzo Sgarbi (i Renate till 30 juni 2023)     |
|    | Italien | MF  | Michael Folorunsho (i Bari till 30 juni 2023)   |
|    | Italien | F   | Sebastiano Luperto (i Empoli till 30 juni 2023) |
|    | Italien | MF  | Valerio Labriola (i Taranto till 30 juni 2023)  |